# Can Vila (Artés)
Can Vila és una masia del municipi d'Artés (Bages) inclosa en l'Inventari del Patrimoni Arquitectònic de Catalunya.

## Descripció
És una construcció civil, una masia de planta irregular atesa les múltiples ampliacions a partir del cos original format per una planta basilical. Orientada a migdia l'actual façana és la part més moderna del conjunt formada per un cos rectangular amb una galeria porticada i finestrals esvelts d'arc de mig punt. En aquesta façana hi ha la porta principal que dona a un pati tancat. Una torratxa a manera de campanar rematada per merlets i de planta quadrangular il·lumina l'escala interior. A ponent i a tramuntana i a les façanes més antigues de tota la construcció amb la pedra sense arrebossar.
La Capella de santa Fe està adossada al mas de Can Vila o Vila d'en Solé. La façana està formada per un portal d'arc ogival, una rosassa, i la part superior acabada en forma triangular i dos pinacles; tot el conjunt és adornat amb elements neogòtics. L'única paret lateral que no queda integrada en l'estructura del mas no té cap obertura i és on es troba el campanar. A l'interior, d'una nau de planta rectangular, també s'hi accedeix des de la casa. La nau té tres arcs ogivals formats per columnetes molt fines, capitells corintis i una petita cornisa a l'altura dels capitells. Acaba amb un absis la part superior del qual és pintada de blau amb estrelletes daurades i conté 5 vidrieres molt malmeses amb figures de sants. A la part posterior de la nau hi ha un cor amb la barana decorada amb figuracions flamígeres i una petita rosassa.

## Història
La masia de Can Vila és documentada des del S.XVI; concretament és esmentat "Valenti Vila" en el Fogatge de l'any 1553 dins la parròquia i terme d'Artés. La gran masia o casa residencial de Can Vila té annexa una capella neogòtica dedicada a Sta. Fe; la capella igual que la façana de migdia són obres del segle xix inspirades en el corrent historicista i medievalista. Darrerament la masia de Can Vila fou cedida pels seus propietaris, igual que totes les terres, a la parròquia d'Artés per a obres benèfiques. La parròquia cedí els terrenys per formar el Polígon Industrial. Avui la masia resta com a Casal del Poble.